# Qiniella copa
Qiniella copa är en tvåvingeart som beskrevs av Mendes och Andersen 2002. Qiniella copa ingår i släktet Qiniella och familjen fjädermyggor. Inga underarter finns listade i Catalogue of Life.